# Лео Вольфбауер
Лео Вольфбауер (нім. Leo Wolfbauer; 21 липня 1895, Пернегг-ан-дер-Мур — 16 травня 1943, Біскайська затока) — австро-угорський і німецький офіцер-підводник, корветтен-капітан крігсмаріне.

## Біографія
В 1913 році вступив на австро-угорський флот. Учасник Першої світової війни, 3-й, в 1918 році — 2-й офіцер на підводному човні U-29.
З березня 1940 року служив в 24-й флотилії. З 2 квітня 1942 року — командир U-463, на якому здійснив 5 походів (разом 204 дні в морі). 16 травня 1943 року U-463 був потоплений в Біскайській затоці (45°57′ пн. ш. 11°40′ зх. д.) глибинними бомбами британського бомбардувальника «Галіфакс». Всі 57 членів екіпажу загинули.

## Звання
- Морський кадет (1 листопада 1913)
- Морський фенріх (1 липня 1915)
- Лейтенант фрегата (1 листопада 1915)
- Капітан-лейтенант до розпорядження (1 березня 1940)
- Корветтен-капітан до розпорядження (1 квітня 1942)

## Нагороди
- Бронзова і срібна медаль «За військові заслуги» (Австро-Угорщина) (1917)
- Військовий хрест Карла (1918)
- Пам'ятна військова медаль (Австрія) з мечами
- Почесний хрест ветерана війни з мечами
- Залізний хрест
  - 2-го класу (1942)
  - 1-го класу (12 листопада 1942)
- Нагрудний знак підводника (12 листопада 1942)